# Kelly Ayotte
Pour les articles homonymes, voir Ayotte.
Kelly Ann Ayotte, née le 27 juin 1968 à Nashua (New Hampshire), est une femme politique américaine. Membre du Parti républicain, elle est procureure générale du New Hampshire entre 2004 et 2009, avant de devenir sénatrice du New Hampshire au Congrès des États-Unis de 2011 à 2017. Elle est gouverneure du New Hampshire depuis 2025.

## Biographie

### Études et carrière privée
Kelly Ayotte obtient un baccalauréat universitaire ès lettres en science politique de l'université d'État de Pennsylvanie en 1990 et un diplôme de Juris Doctor de l'université Villanova en 1993. Elle est admise aux barreaux du New Hampshire et du Maine. Elle travaille un an comme assistante de Sherman D. Horton, juge à la Cour suprême du New Hampshire. De 1994 à 1998, Ayotte est employée dans le cabinet d'avocats à Manchester.

### Procureure générale d'État
En 1998, elle rejoint le bureau du procureur général d'État, où elle est procureure dans des affaires de corruption publique et de meurtre. Il se spécialise ensuite dans les affaires de meurtre. En février 2003, elle quitte le bureau pour servir de conseillère légale au gouverneur Craig Benson. Benson la nomme en juillet procureure générale adjointe, puis procureure générale en juillet 2004. Ayotte devient la première femme procureure générale du New Hampshire. En 2006, elle défend avec succès devant la Cour suprême des États-Unis la constitutionnalité d'une loi de l'État exigeant que les parents d'une mineure soient avertis de son intention d'avorter  dans le dossier Ayotte v. Planned Parenthood of Northern New England (en). La loi est cependant annulée par l'Assemblée du New Hampshire en 2007.

### Sénatrice des États-Unis

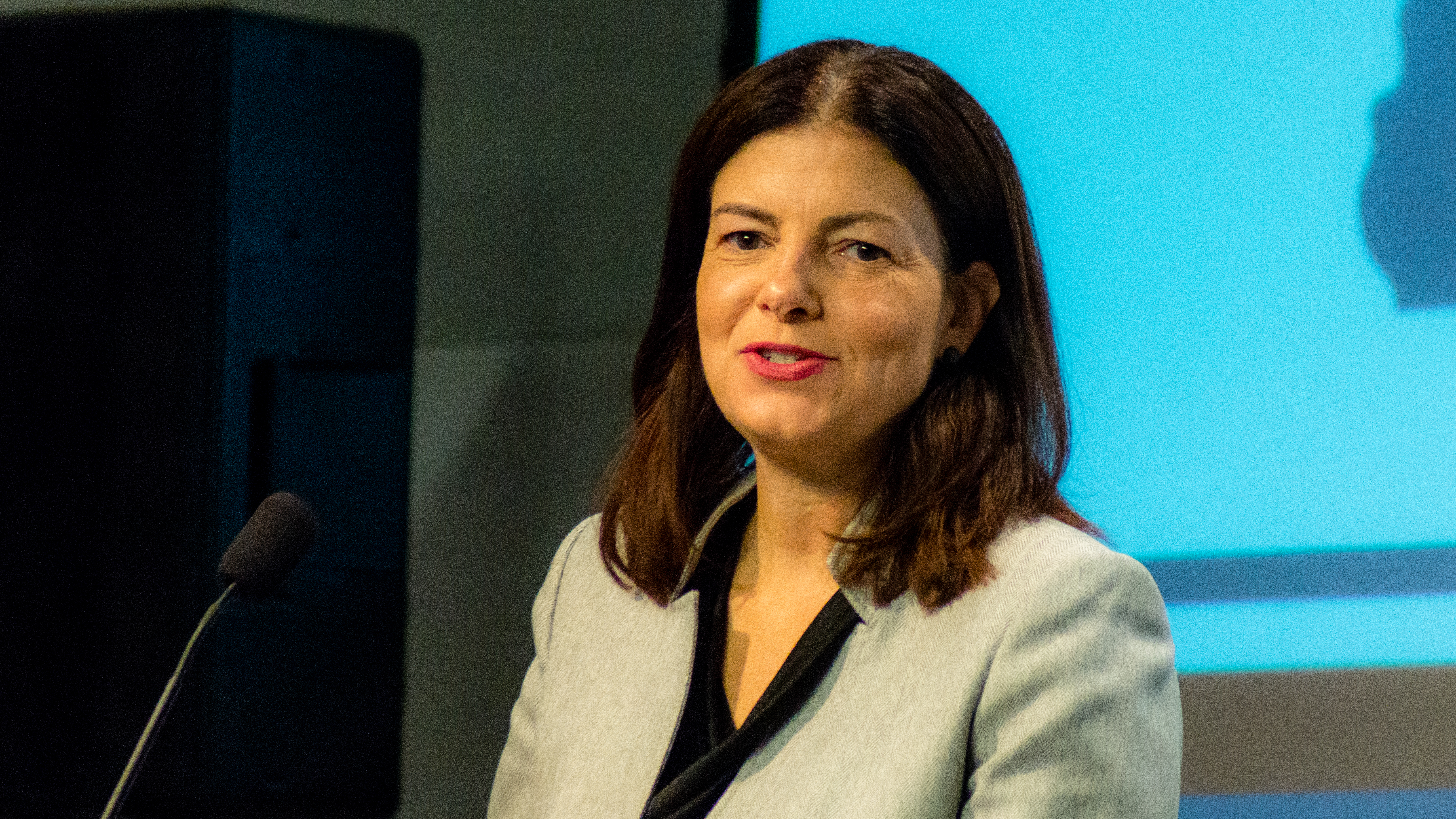
Kelly Ayotte en 2015.

En 2009, le sénateur Judd Gregg, membre du Parti républicain, annonce qu'il ne se représente pas pour l'élection de 2010. Ayotte annonce le 7 juillet qu'elle démissionne de son poste de procureure générale. La démission est acceptée le 16 juillet. Le 14 septembre 2010, soutenue par Sarah Palin, elle remporte de peu la primaire républicaine face à Ovide Lamontagne, candidat du Tea Party (38,1 % contre 37,2 %). Le 2 novembre 2010, elle est élue sénatrice face au candidat démocrate Paul Hodes (en) (60,2 % contre 36,7 %).
Elle est candidate à un nouveau mandat lors des élections de 2016. Elle affronte la gouverneure démocrate Maggie Hassan. Les deux femmes sont populaires et au coude-à-coude dans les sondages. Hassan remporte l'élection avec 1 019 voix d'avance (sur un total de 738 000 bulletins). Ayotte choisit de ne pas demander un recomptage des bulletins malgré le faible écart de voix, admettant sa défaite le lendemain de l'élection.
Après sa défaite, elle conseille Neil Gorsuch puis elle travaille dans le privé en rejoignant plusieurs conseils d'administration.

### Gouverneure du New Hampshire
En juillet 2023, après que le gouverneur républicain du New Hampshire Chris Sununu a annoncé son intention de ne pas se représenter aux élections de 2024, elle déclare sa candidature. En septembre 2024, elle remporte la primaire républicaine contre l'ancien président du Sénat du New Hampshire Chuck Morse (en). Le 5 novembre suivant, elle est élue gouverneure contre Joyce Craig, maire démocrate de Manchester. Le 9 janvier 2025, elle prête serment devant la Chambre des représentants du New Hampshire et prend ses fonctions pour un mandat de deux ans.